# アトカ郡 (オクラホマ州)
アトカ郡（英: Atoka County）は、アメリカ合衆国オクラホマ州の南部に位置する郡である。2010年国勢調査での人口は14,182人であり、2000年の13,879人から2.2％増加した。郡庁所在地はアトカ市（人口3,107人）であり、同郡で人口最大の都市でもある。

## 地理
アメリカ合衆国国勢調査局に拠れば、郡域全面積は990平方マイル (2,564.1 km2)であり、このうち陸地978平方マイル (2,533.0 km2)、水域は12平方マイル (31.1 km2)で水域率は1.18％である。
アトカ郡にはクリアボギー・クリークとマディボギー・クリークが流れている。郡北部にはアトカ貯水池がある。アトカ市の西南西約12マイル (19 km) にボギー・デポ州立公園があり、昔はバターフィールド陸路郵便の駅馬車ルート上の大きな町の跡である。

### 主要高規格道路
- アメリカ国道69号線
- アメリカ国道75号線
- オクラホマ州道3号線
- オクラホマ州道7号線
- オクラホマ州道43号線
- インディアン・ネーション・ターンパイク

### 隣接する郡
- ピッツバーグ郡 - 北
- プッシュマタハ郡 - 東
- チョクトー郡 - 南東
- ブライアン郡 - 南
- ジョンストン郡 - 西
- コール郡 - 北西

## 人口動態

人口ピラミッド

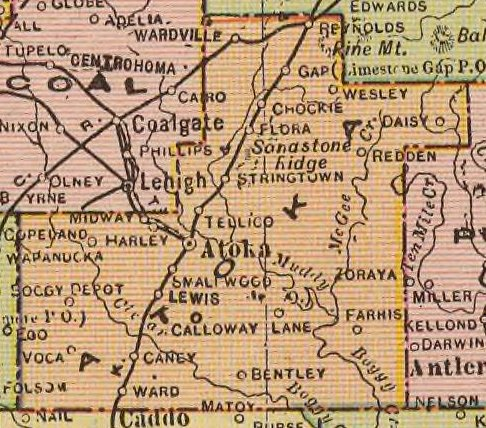
アトカ郡図、1909年

以下は2000年の国勢調査による人口統計データである。
| 基礎データ - 人口: 14,182人 - 世帯数: 4,964 世帯 - 家族数: 3,504 家族 - 人口密度: 5.5人/km2（14人/mi2） - 住居数: 5,673軒 - 住居密度: 2軒/km2（6軒/mi2） 人種別人口構成 - 白人: 75.86% - アフリカン・アメリカン: 5.86% - ネイティブ・アメリカン: 11.37% - アジア人: 0.23% - 太平洋諸島系: 0.01% - その他の人種: 0.58% - 混血: 6.09% - ヒスパニック・ラテン系: 1.41% 先祖による構成 - アメリカ人：26.6％ - アイルランド系：10.3％ - イギリス系：6.6％ - ドイツ系：6.1％ 言語による人口構成 - 英語: 97.4% - スペイン語: 1.4% 年齢別人口構成 - 18歳未満: 23.6% - 18-24歳: 8.2% - 25-44歳: 29.1% - 45-64歳: 24.3% - 65歳以上: 14.8% - 年齢の中央値: 38歳 - 性比（女性100人あたり男性の人口） - 総人口: 117.8 - 18歳以上: 119.9 | 世帯と家族（対世帯数） - 18歳未満の子供がいる: 31.3% - 結婚・同居している夫婦: 56.9% - 未婚・離婚・死別女性が世帯主: 10.2% - 非家族世帯: 29.4% - 単身世帯: 27.1% - 65歳以上の老人1人暮らし: 13.9% - 平均構成人数 - 世帯: 2.48人 - 家族: 3.01人 収入と家計 - 収入の中央値 - 世帯: 24,752米ドル - 家族: 29,409米ドル - 性別 - 男性: 26,193米ドル - 女性: 18,861米ドル - 人口1人あたり収入: 12,919米ドル - 貧困線以下 - 対人口: 19.8% - 対家族数: 15.7% - 18歳未満: 25.4% - 65歳以上: 21.1% |

## 州政府機関
オクラホマ州矯正省が、ストリングタウン近くの未編入領域でマック・アルフォード矯正センターを運営している。

## 都市と町
| - アトカ - 郡庁所在地 - ベントリー - ボギーデポ - ケイニー - チョッキー - デイジー - ファリス - ハーモニー - ホープウェル - レーン | - マウントオリーブ - レッデン - ストリングタウン - タシュカ - ウォーズチャペル - ウォードビル |